# Астаховиці
Астаховиці (пол. Astachowice) — село в Польщі, у гміні Зґеж Зґерського повіту Лодзинського воєводства.
Населення — 145 осіб (2011).

## Демографія
Демографічна структура станом на 31 березня 2011 року:
|          | Загалом | Допрацездатний вік | Працездатний вік | Постпрацездатний вік |
| -------- | ------- | ------------------ | ---------------- | -------------------- |
| Чоловіки | 75      | 20                 | 47               | 8                    |
| Жінки    | 70      | 15                 | 35               | 20                   |
| Разом    | 145     | 35                 | 82               | 28                   |